# Puerto Rico en los Juegos Olímpicos de Londres 1948
Puerto Rico estuvo representado en los Juegos Olímpicos de Londres 1948 por un total de 9 deportistas masculinos que compitieron en 3 deportes.
El portador de la bandera en la ceremonia de apertura fue el atleta José Vicente Chandler.

## Medallistas
El equipo olímpico puertorriqueño obtuvo las siguientes medallas:
| Nombre                   | Deporte | Competición |
| ------------------------ | ------- | ----------- |
| Oro                      |         |             |
| —                        |         |             |
| Plata                    |         |             |
| —                        |         |             |
| Bronce                   |         |             |
| Juan Evangelista Venegas | Boxeo   | 54 kg M     |